# رضوان دریسی
رضوان دریسی (انگلیسی: Redouane Drici؛ زادهٔ ۷ مارس ۱۹۵۹) بازیکن فوتبال اهل الجزایر بود.
از باشگاه‌هایی که در آن بازی کرده‌است می‌توان به باشگاه فوتبال بران اشاره کرد.
وی همچنین در تیم ملی فوتبال الجزایر بازی کرده‌است.